# Georges Dandoy
Compléments
Dandoy est un pionnier dans le dialogue interreligieux Hindouisme-Christianisme
Georges Dandoy, né le 5 février 1882 à Hemptinne, Namur (Belgique) et décédé le 11 juin 1962 à Calcutta (Inde) était un prêtre jésuite belge, missionnaire, théologien et indianiste. 

## Biographie
Après une année d’études de philosophie à Namur (1904-1905) Dandoy fut envoyé à Stonyhurst (Angleterre) pour achever ses études de philosophie (1905-1907) et entamer immédiatement des études de sanskrit à l’université d'Oxford (1907-1909).  Envoyé à Calcutta il enseigne aux facultés universitaires Saint Xavier (1909-1912) avant de faire ses études de théologie au 'St Mary's College' de Kurseong, près de Darjeeling, dans les contreforts de l’Himalaya (1912-1916). Il y est ordonné prêtre en novembre 1914.
Sa pensée théologique est influencée par William Wallace, un pasteur anglican devenu catholique à la suite de son étude de l’hindouisme. Dandoy est surtout très proche de la missiologie de Pierre Charles, qui encourageait une approche missionnaire respectueuse des religions et ouverte aux cultures orientales. Après quelques années d’enseignement de la théologie à Kurseong (1917-1922) Dandoy revient à Calcutta où il passera le reste de sa vie. 
Tout en étant directeur de la maison des étudiants il se donne totalement à la recherche et écrit livres et articles dans le domaine de la rencontre de la théologie catholique et l’hindouisme. Il fonde et dirige avec Pierre Johanns la revue mensuelle innovatrice The Light of the East, dont il est l'inspiration. Sa réflexion est novatrice même si encore teintée de néoscolastique. Ainsi il écrit sur le concept de Mukti dans l'Hindouisme, le sort des ancêtres non-chrétiens des nouveaux baptisés, le problème du Mal en relation avec le Karma, la tolérance religieuse et l'égalité entre les religions, la dimension mystique de l'hindouisme, etc.

## Écrits
- Sa dissertation à Oxford : The philosophy of Ramanuja as compared with that of Sankara
- L’ontologie du Vedânta. Essai sur l'acosmisme de l'Advaita, Paris, Desclée de Brouwer, 1932 (traduction par Louis-Marcel Gauthier, qui y ajoute un "Avertissement" introductif, de: An Essay in the Doctrine of the Unreality of the World in the Advaita, Calcutta, Catholic Orphan Press, 1919), avec, en annexes, des "Commentaires" de Jacques Maritain et un essai de Olivier Lacombe.
- What is Catholicism?, Calcutta, 'Light of the East' Series N°6, 1934.
- Catholicism and National Cultures, Calcutta, 'Light of the East' Series N°27, 1939.
- Karma, Evil, Punishment: a summary of desultory conversations, Ranchi, Catholic Press, 1940.

De très nombreux articles sur le salut des non-chrétiens, l’expérience mystique et religieuse, catholicisme et hindouisme, publiés principalement dans la revue Light of the East de Calcutta.